# Luigi Schingo

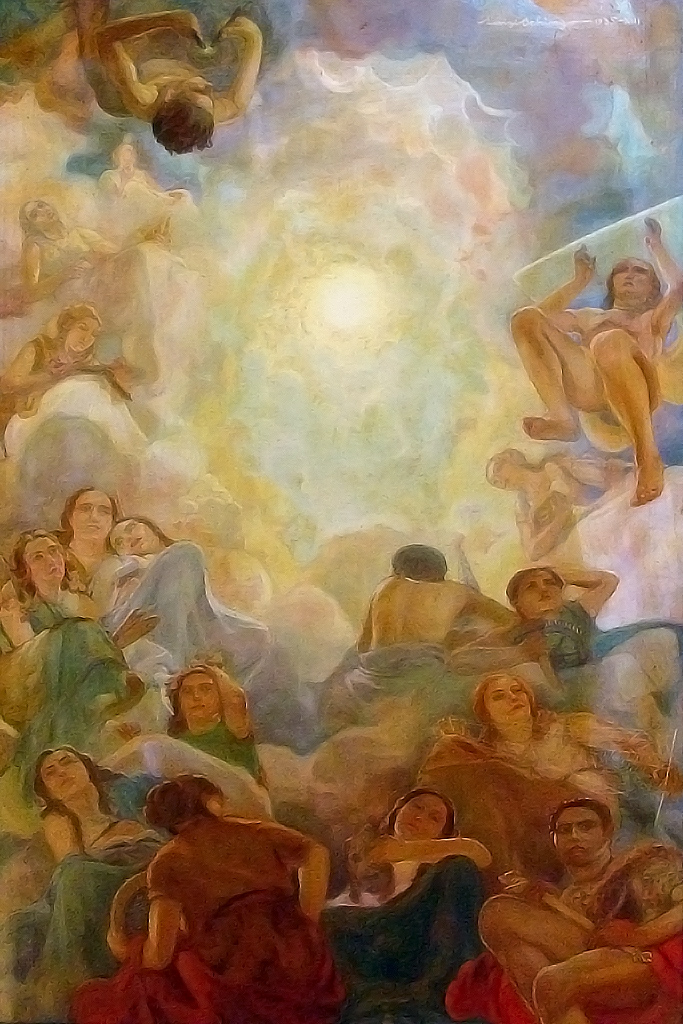
Il progresso, dipinto nel 1935 per il ridotto dei palchi del Teatro Verdi di San Severo.

Luigi Schingo (San Severo, 4 marzo 1891 – San Severo, 2 marzo 1976) è stato un pittore e scultore italiano.

## Biografia
Diplomatosi all'Accademia di Belle Arti di Napoli, insegnò disegno nella Scuola di avviamento professionale di San Severo, istituto del quale fu per molti anni direttore. Raffinato paesaggista e intenso interprete del Tavoliere e del Gargano, tenne mostre personali in molte città italiane, a cominciare da quelle di Bari nel 1928 e di Roma nel 1929 (nella capitale soggiornò spesso e a lungo). Alcuni suoi quadri furono acquistati dal Ministero della Pubblica Istruzione e dalla regina Elena. Su istruzione di Cesare Bazzani realizzò i dipinti su tela e le decorazioni plastiche del Teatro Verdi della sua città.
Scultore notevole e abilissimo ritrattista, fu autore di alcuni interessanti monumenti, tra cui quello a Pio XI nel Seminario Maggiore di Molfetta (1927) e quello ai Caduti di Volturara Appula.
Nel 1932 fu nominato ispettore onorario ai monumenti della Capitanata.